# اوکیوهواتو
اوکیوهواتو (به اسپانیایی: Auquihuato) یک کوه در پرو است که در منطقه آیاکوچو واقع شده‌است. اوکیوهواتو ۴٬۹۸۰ متر بالاتر از سطح دریا واقع شده‌است.